# Llanycil
Llanycil est un village et une communauté du Gwynedd, au pays de Galles.

## Géographie
Llanycil est situé dans l'est du Gwynedd, sur la rive septentrionale du Llyn Tegid, à 1,5 km au sud-ouest du centre-ville de Bala. La route A494 (en) traverse le village.
La communauté de Llanycil comprend aussi les villages et hameaux de Rhyd-uchaf (en) et Llidiardau (en).

## Démographie
Au recensement de 2011, la communauté de Llanycil comptait 416 habitants.